# Andriej Bielanin
Andriej Olegowicz Bielanin (ros. Андрей Олегович Белянин; ur. 24 stycznia 1967 w Astrachaniu, Rosyjska Federacyjna SRR) – rosyjski pisarz, poeta i malarz, autor utworów z gatunku fantastyki humorystycznej i science fiction.

## Życiorys
Po ukończeniu plastycznej szkoły średniej w Astrachaniu odbył dwuletnią służbę wojskową na granicy z Turcją.
Poezją zaczął się zajmować już w szkole średniej. W 1994 roku został przyjęty do Związku Pisarzy Rosji. Miał wtedy w dorobku trzy tomiki wierszy i bajki opublikowane w czasopiśmie Юность.
Od 1995 roku jest związany z wydawnictwem Arnada. Tu ukazała się jego debiutancka powieść fantasy Miecz Bez Imienia. Jej tytuł dał nazwę nagrodzie, przyznawanej przez wydawnictwo dla najbardziej obiecujących debiutantów.
W 2009 roku otrzymał medal im. Nikołaja Gogola za zasługi dla kultury rosyjskiej.
Mieszka w Astrachaniu.
W roku 2004 porwano syna Bielanina. Porywacze zażądali okupu w wysokości stu tysięcy dolarów. Trzynastoletni Iwan został jednak zamordowany przez bandytów mimo zebrania pieniędzy przez rodzinę.

## Twórczość[3]
Seria Miecz bez imienia (ros. Меч Без Имени)
- 1997 - Miecz bez imienia (ros. Меч Без Имени) - Wyd. polskie 2004[4]
- 1998 - Swiriepyj łandgraf (ros. Свирепый ландграф)
- 1998 - Wiek swiatogo Skiminoka (ros. Век святого Скиминока)

Seria Dżek Sumasszedszyj korol (ros. Джек Сумасшедший король)
- 1999 - Dżek Sumasszedszyj korol (ros. Джек Сумасшедший король)
- 1999 - Dżek i tajna driewniego zamka (ros. Джек и тайна древнего замка)
- 1999 - Dżek na Wostokie (ros. Джек на Востоке)

Seria Tajny wywiad (ros. Тайный сыск)
- 1999 - Tajny wywiad cara Grocha (ros. Тайный сыск царя Гороха) - Wyd. polskie 2010[5]
- 1999 - Zagowor czotkoj miessy (ros. Заговор чёрной мессы)
- 2000 - Letuczij korabl (ros. Летучий корабль)
- 2002 - Ostrieł niewiest (ros. Отстрел невест)
- 2004 - Dieło triezwych skomorochow (ros. Дело трезвых скоморохов)
- 2006 - Opiergruppa w dieriewnie (ros. Опергруппа в деревне)
- 2009 - Żenit'sia i obiezwriedit' (ros. Жениться и обезвредить)
- 2014 - Rżawyj miecz caria Gorocha (ros. Ржавый меч царя Гороха)

Seria Moja żona wiedźma (ros. Моя жена — ведьма)
- 1999 - Moja żona wiedźma (ros. Моя жена — ведьма) - Wyd. polskie 2009[6]
- 2001 - Siestrionka iz Prieispodniej (ros. Сестрёнка из Преисподней)

Seria Bagdadskij wor (ros. Багдадский вор)
- 2002 - Bagdadskij wor (ros. Багдадский вор)
- 2006 - Posramitiel szajtana (ros. Посрамитель шайтана)
- 2012 - Wiernitie wora! (ros. Верните вора!)

Seria Profesjonalny zwierzołak (ros. Профессиональный оборотень) wspólnie z Galiną Czernają
- 2002 - Profesjonalny zwierzołak (ros. Профессиональный оборотень) - Wyd. polskie 2009[7]
- 2003 - Kanikuły oborotniej (ros. Каникулы оборотней)
- 2004 - Chroniki oborotniej (ros. Хроники оборотней)
- 2007 - Wozwraszczenije oborotniej (ros. Возвращение оборотней)
- 2009 - Istorii oborotniej (ros. Истории оборотней)
- 2010 - Rasskazy iz żyzni profiessionalnych oborotniej (ros. Рассказы из жизни профессиональных оборотней)
- 2010 - Prikluczenija oborotniej (ros. Приключения оборотней)

Seria Kazak (ros. Казак)
- 2005 - Kazak w Raju (ros. Казак в Раю)
- 2008 - Kazak w Adu (ros. Казак в Аду)

Seria Aargch (ros. Ааргх)
- 2007 - Aargch (ros. Ааргх)
- 2009 - Aargch w elfiatnikie (ros. Ааргх в эльфятнике)
- 2010 - Aargch na tronie (ros. Ааргх на троне)

Seria Oborotnyj gorod (ros. Оборотный город)
- 2010 - Oborotnyj gorod (ros. Оборотный город)
- 2011 - Kołdun na zawtrak (ros. Колдун на завтрак)
- 2013 - Chwataj Iłowajskogo! (ros. Хватай Иловайского!)

Inne
- 2000 - Ordien farforowych rycariej (ros. Орден фарфоровых рыцарей)
- 2000 - Ryżyj i Połosatyj (ros. Рыжий и Полосатый)
- 2000 - Ryżyj rycar' (ros. Рыжий рыцарь)
- 2003 - Wkus wampira (ros. Вкус вампира)
- 2004 - Ochota na gusara (ros. Охота на гусара)
- 2005 - Pastuch miedwiediej (ros. Пастух медведей)
- 2009 - Łana (ros. Лана)
- 2009 - Gasi Amieriku! (ros. Гаси Америку!) - współautor Christo Posztakow
- 2011 - Diemon po wyzowu (ros. Демон по вызову)
- 2012 - Wsie ariestowany! (ros. Все арестованы!) - współautor Galina Czornaja
- 2013 - Zamok Biełogo Wołka (ros. Замок Белого Волка)
- 2013 - Sotnik i basurmanskij car' (ros. Сотник и басурманский царь)
- Mocart (ros. Моцарт)
- Łajnier wampirow (ros. Лайнер вампиров)